# Zwergente

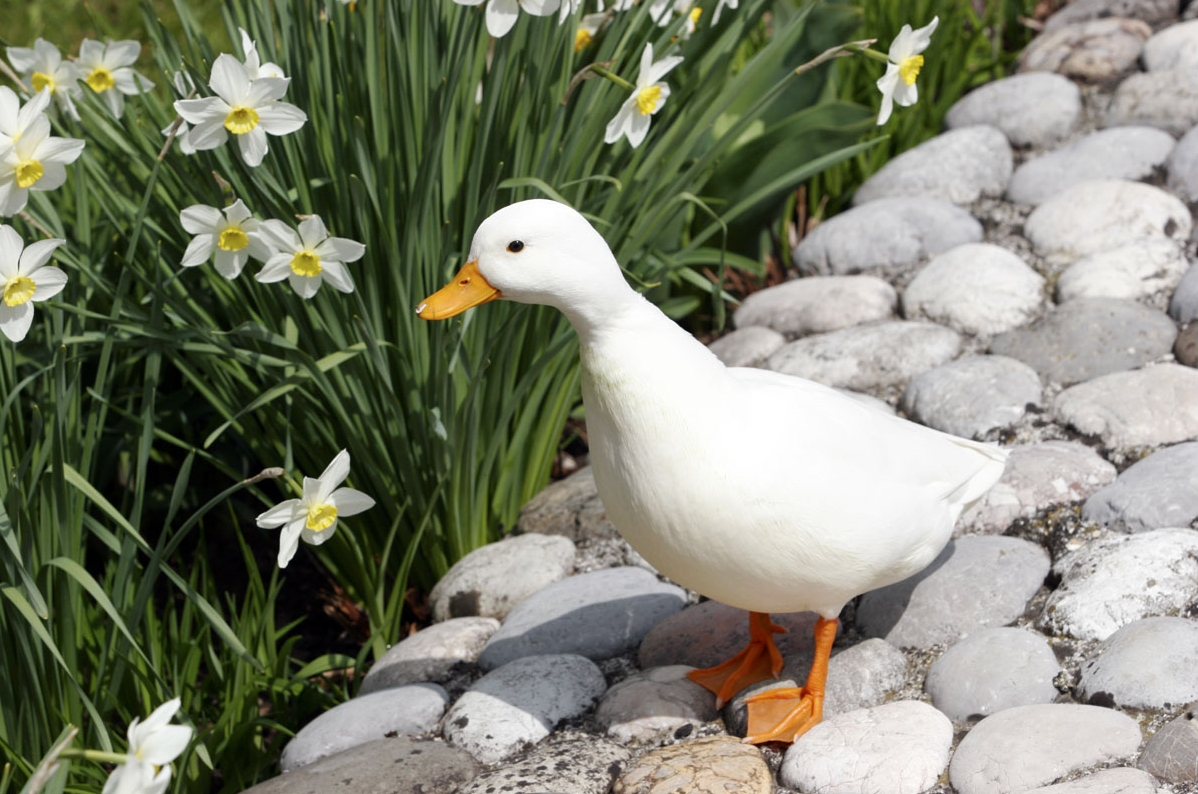
Ausgewachsener, weißer Zwergenten-Erpel

Die Zwergente ist eine von der Stockente (Anas platyrhynchos) abstammende Entenrasse, die mit ihrer „gnomenhaft puppigen“ Gestalt dem Kindchenschema entspricht und auch durch ihr keckes und freches Wesen auffällt.

## Herkunft
Die Anfänge dieser Rasse sind unbekannt, sie wurden jedoch in England „rassig durchgezüchtet“. Ihr englischer Name „Call Duck“ wird vom niederländischen Wort „kooi“ für Falle abgeleitet. Zwergenten sind stimmgewaltig und haben einen hohen, weit reichenden und ausdauernden Ruf. Sie wurden zunächst von niederländischen Jägern als Lockente eingesetzt. Diese banden die zahmen Enten am Eingang der Falle fest und je mehr die kleinen Enten riefen, umso mehr wilde Enten lockten sie in eine Falle oder vor die Flinte und sicherten so den Jagderfolg ihres Halters.

## Beschreibung
Die sehr lebhaften Enten dieser Rasse hinterlassen mit dem gerundeten Rumpf und einem großen, runden Kopf einen sehr zwergenhaften Eindruck. Verstärkt wird der possierliche Eindruck durch kugelige Hamsterbacken, den kurzen breiten Schnabel und die dunklen, runden Augen, die sich fast in der Mitte des Kopfes befinden. Enten wiegen nur 800 Gramm, Erpel etwa 900 Gramm.
Zwergenten legen etwa 40 Eier im Jahr. Die Eierschalenfarbe ist weiß bis grünlich.

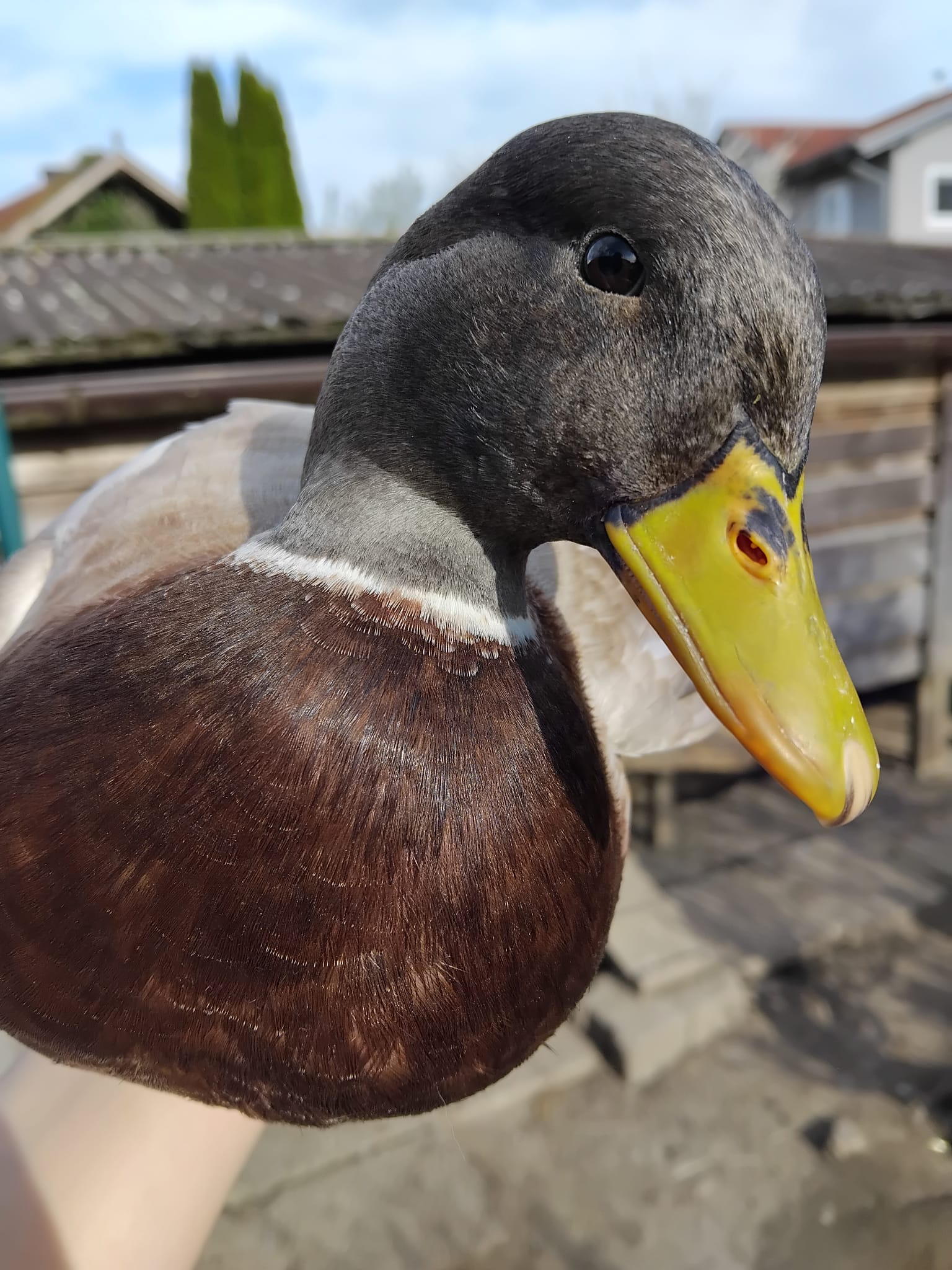
Ein Zwergenten Erpel im Farbschlag Blau-Gelb

## Farbenschläge
Mit 17 anerkannten Farbenschlägen, in denen jeweils auch Zwergenten mit Haube anerkannt sind, zählen die Zwergenten zu den farbenreichen Geflügelrassen. Diese sind im Einzelnen:
1. Wildfarbig,
2. Blau-Wildfarbig,[5]
3. Silber-Wildfarbig,
4. Weiß,
5. Schwarz,
6. Blau,
7. Gelb,
8. Braun,
9. Blau-Gelb,
10. Butterscotch, ein stark aufgehelltes Blau-Gelb,[1]
11. Gelbbäuchig,[6]
12. Grobgescheckt-Wildfarbig,[7]
13. Grobgescheckt-Blauwildfarbige (seit 2010),[8][9]
14. Wildfarbig mit (weißem) Latz,[10]
15. Schwarz mit (weißem) Latz,
16. Blau mit (weißem) Latz und
17. Braun mit (weißem) Latz.

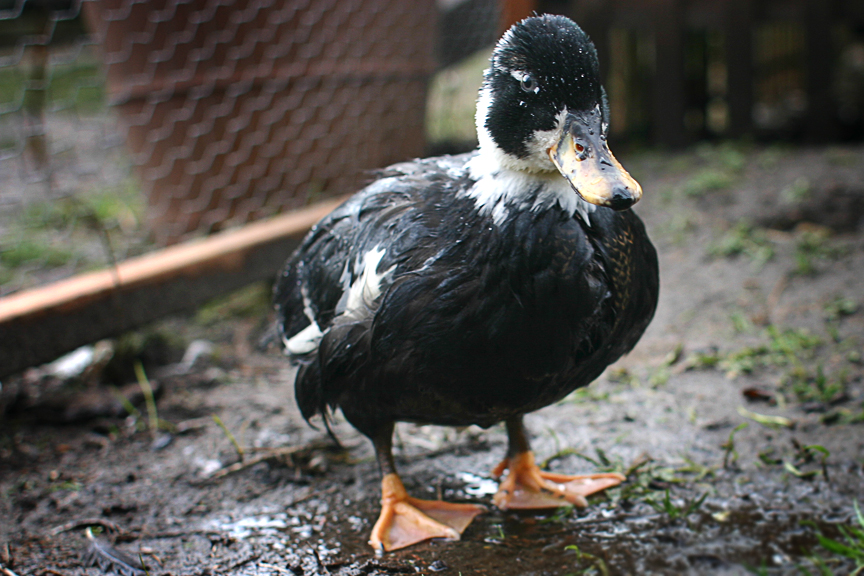
Schwarz-Geelsterte Zwergente

In „Züchterarbeit“ befinden sich Khakifarbige und Gelbe mit weißem Latz. Weitere Variationen finden sich bei Züchtern in England und den USA: Blaue und Schwarze Zwergenten mit „Elsterscheckung“; Spot, eine Aufhellung der Silber-Wildfarbe; Aleution, die mit Forellenfarbigen zu vergleichen sind; Lavendel oder Lila; sämtliche Farbenschläge in Dunkelwildfarbig; Blau-Silberwildfarbig und einige mehr.